# 50728 Catherinestevens
50728 Catherinestevens este o planetă minoră (asteroid), cu un diametru de 7,272 km, din centura de asteroizi. A fost descoperită pe 4 martie 2000 la Catalina Station⁠(d) de Catalina Sky Survey. 
Obiectul prezintă o orbită caracterizată de o semiaxă mare de 2,9995730254532 UAi, o excentricitate de 0,084201535662254, o înclinație de 2,798639474193 ° în raport cu ecliptica.